# Длха Вес
Длха Вес (слч. Dlhá Ves) насељено је мјесто са административним статусом сеоске општине (слч. obec) у округу Рожњава, у Кошичком крају, Словачка Република.

## Становништво
| Година:    | 1994. | 2004.   | 2014.   | 2024.   |
| ---------- | ----- | ------- | ------- | ------- |
| Број људи: | 660   | 598     | 564     | 527     |
| Разлика:   |       | -9,39 % | -5,68 % | -6,56 % |

| Година:    | 2023. | 2024.   |
| ---------- | ----- | ------- |
| Број људи: | 515   | 527     |
| Разлика:   |       | +2,33 % |

Према подацима о броју становника из 2011. године насеље је имало 581 становника.